# 메이지촌 (아키타현)
메이지촌(明治村)은 아키타현 오가치군에 있던 촌이다.

## 역사
- 1889년 4월 1일 - 정촌제 시행과 함께 오가치군 메이지촌이 성립하였다.
- 1955년 4월 1일 - 메이지촌이 분립해, 다음과 같다.
  - 오사와지구 이외가 니시모나이 정·미와 촌·니나리 촌·모토니시모나이 촌·다시로 촌·센도 촌과 합병해, 우고정이 되었다.
  - 오오사와 지구가 누마다테 정, 메이지 촌, 후쿠치 촌과 합병해 오모노가와정이 되었다.